# Wilkes 400 1965
Wilkes 400 1965 var ett stockcarlopp ingående i Nascar Grand National Series (nuvarande Nascar Cup Series) som kördes 29 september på den 0,625 mile (1005,84 meter) långa ovalbanan North Wilkesboro Speedway i North Wilkesboro, North Carolina. Totalt avverkades 250 miles (402,336 km) fördelat på 400 varv. Banunderlaget var asfalt. Loppet vanns av Junior Johnson i en Ford på tiden 2:48.55 körande för Junior Johnson & Associates. Johnsons snitthastighet uppgick till 88,801 mph. Han var vid målgång ensam förare på ledarvarvet, två varv före tvåan Cale Yarborough. Prispotten uppgick till 17 070 dollar, varav 4 475 dollar gick till segraren.

## Resultat
| Plc     | Nr | Förare          | Team/ bilägare              | Konstruktör | Start | Varv | Ledda varv |
| ------- | -- | --------------- | --------------------------- | ----------- | ----- | ---- | ---------- |
| 1       | 26 | Junior Johnson  | Junior Johnson & Associates | Ford        | 5     | 400  | 204        |
| 2       | 27 | Cale Yarborough | Matthews Racing             | Ford        | 6     | 398  | 6          |
| 3       | 11 | Ned Jarrett     | Bondy Long                  | Ford        | 7     | 398  | 0          |
| 4       | 6  | David Pearson   | Owens Racing                | Dodge       | 4     | 397  | 0          |
| 5       | 47 | Curtis Turner   | Wood Brothers Racing        | Ford        | 11    | 396  | 0          |
| 6       | 21 | Marvin Panch    | Wood Brothers Racing        | Ford        | 8     | 396  | 0          |
| 7       | 17 | Junior Spencer  | Jerry Mullins               | Ford        | 10    | 394  | 0          |
| 8       | 59 | Tom Pistone     | Glen Sweet                  | Ford        | 21    | 393  | 0          |
| 9       | 49 | G.C. Spencer    | GC Spencer Racing           | Ford        | 12    | 392  | 0          |
| 10      | 88 | Buddy Baker     | Buck Baker Racing           | Dodge       | 17    | 389  | 0          |
| 11      | 19 | J.T. Putney     | Herman Beam                 | Chevrolet   | 19    | 387  | 0          |
| 12      | 84 | Buck Baker      | Buck Baker Racing           | Chevrolet   | 16    | 386  | 0          |
| 13      | 39 | Wendell Scott   | Scott Racing                | Ford        | 22    | 375  | 0          |
| 14      | 64 | Elmo Langley    | Langley-Woodfield Racing    | Ford        | 15    | 349  | 0          |
| 15      | 02 | Doug Cooper     | Bob Cooper                  | Chevrolet   | 24    | 349  | 0          |
| 16      | 46 | Roy Mayne       | Tom Hunter                  | Chevrolet   | 23    | 318  | 0          |
| 17      | 75 | Gene Black      | C.L. Crawford               | Ford        | 33    | 311  | 0          |
| 18      | 10 | Darel Dieringer | Gary Weaver                 | Ford        | 14    | 308  | 0          |
| 19      | 28 | Fred Lorenzen   | Holman Moody                | Ford        | 1     | 219  | 190        |
| 20      | 52 | E.J. Trivette   | Jess Potter                 | Chevrolet   | 29    | 215  | 0          |
| 21      | 38 | Wayne Smith     | Archie Smith                | Chevrolet   | 28    | 211  | 0          |
| 22      | 56 | Paul Lewis      | Curtis Larimer              | Ford        | 18    | 198  | 0          |
| 23      | 53 | Jimmy Helms     | David Warren                | Ford        | 31    | 174  | 0          |
| 24      | 25 | Jabe Thomas     | Jabe Thomas                 | Ford        | 26    | 154  | 0          |
| 25      | 7  | Bobby Johns     | Shorty Johns                | Pontiac     | 20    | 119  | 0          |
| 26      | 81 | Frank Weathers  | Joe Keistler                | Dodge       | 34    | 119  | 0          |
| 27      | 89 | Neil Castles    | Buck Baker Racing           | Oldsmobile  | 25    | 98   | 0          |
| 28      | 06 | Sam McQuagg     | Kenny Myler                 | Ford        | 13    | 93   | 0          |
| 29      | 97 | Henley Gray     | Gene Cline                  | Ford        | 32    | 82   | 0          |
| 30      | 68 | Bob Derrington  | Bob Derrington              | Ford        | 27    | 82   | 0          |
| 31      | 9  | Roy Tyner       | Roy Tyner                   | Chevrolet   | 30    | 35   | 0          |
| 32      | 29 | Dick Hutcherson | Hoolman Moody               | Ford        | 3     | 14   | 0          |
| 33      | 43 | Richard Petty   | Petty Enterprises           | Ford        | 2     | 14   | 0          |
| 34      | 35 | Bobby Isaac     | Nichels Engineering         | Dodge       | 9     | 14   | 0          |
| 35      | 67 | Buddy Arrington | Arrington Racing            | Dodge       | 35    | 13   | 0          |
| Källor: |    |                 |                             |             |       |      |            |